# Raphaël Johnson Appolos Lelou
Raphaël Johnson Appolos Lelou est un taekwondoïste ivoirien.

## Carrière
Appolos Lelou est médaillé de bronze aux Jeux africains de 1995 à Harare.
Le 16 janvier 2014, il est fait officier de l'ordre du Mérite ivoirien.
Il est nommé meilleur formateur sportif de Côte d'Ivoire aux Awards du sport 2020.